# Thudhamma-nikája

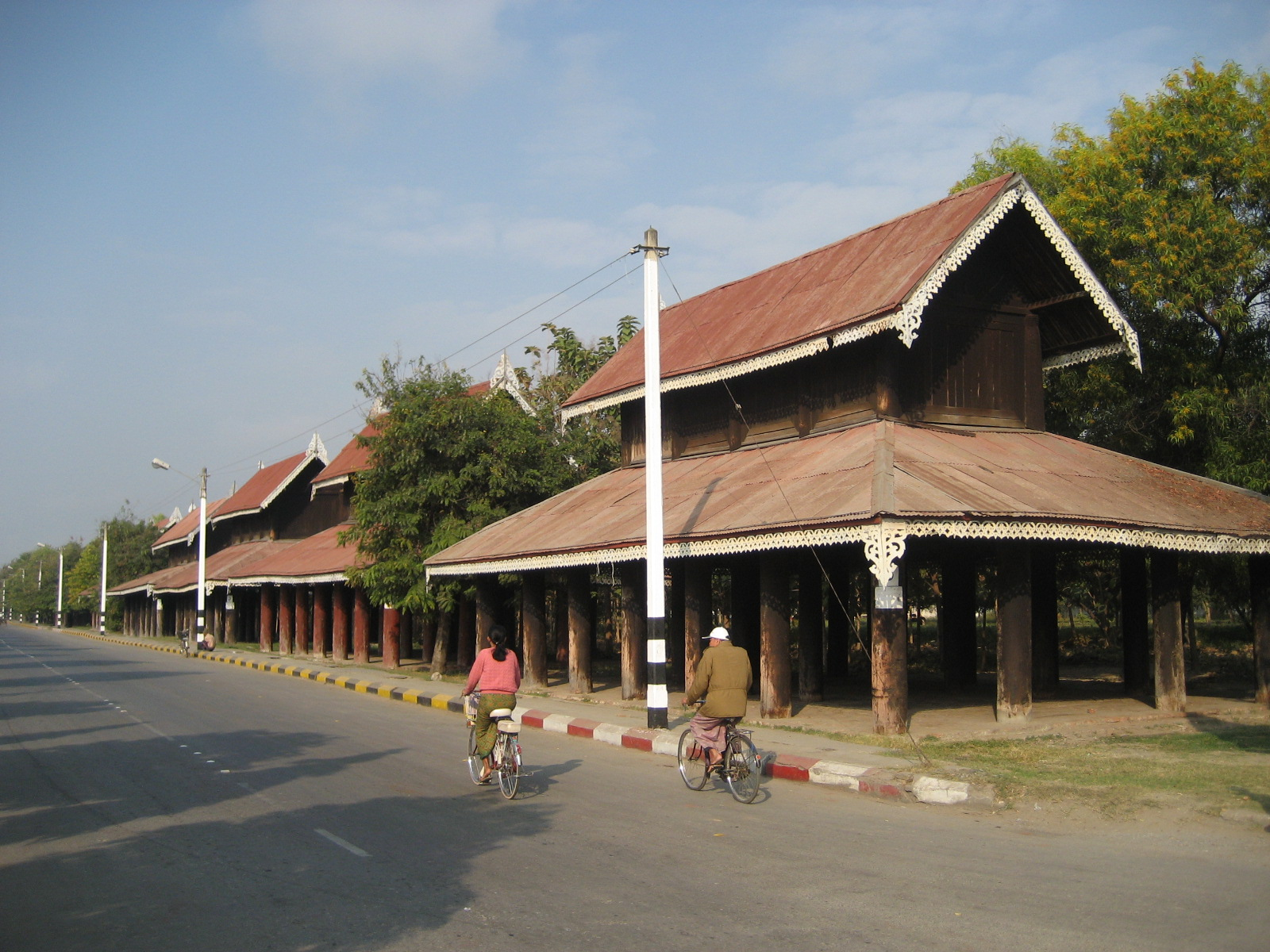
A thudhamma-nikája neve a thudhamma zajat elnevezésből ered, amely a thudhamma tanács gyülekezőhelye volt

A thudhamma-nikája (burmai: သုဓမ္မာနိကာယ, IPA: θudəma̰ nḭkàja̰, vagy szudhamma-nikája) Burma legnagyobb buddhista rendje, ugyanis a burmai buddhista szerzetesek 85-90%-a (250 000) ehhez a rendhez tartozik. Ez az ország kilenc hivatalosan elfogadott egyházi rendje közé tartozik, az 1990-es szanghákról rendelkező törvény értelmében. A thudhamma rend szerzeteseinek kevesebb szabályt kell követniük a vinajából, mint például a svegjin-nikája, és az egyházi szervezeti felépítésük is kevésbé hierarchikus. Burma nagy buddhista rendjeivel ellentétben a thudhamma nikája nem tiltja a szerzetesek számára a nemzeti politizálásban való aktív részvételt.
A burmai társadalom által tisztelt buddhista szerzetesek (bhikkhu) bő fél millióan vannak. Az apácák (bhikkhuni) száma mintegy 75000. A szerzetesek és az apácák a két fő rend (ဂိုဏ်း gaing) egyikéhez tartoznak: thudhamma-nikája (a szerzetesek 88%-a) és az ortodox svegjin-nikája (a szerzetesek 7%-a).

## Története
A thudhamma rendet a 18. század végén alapította Bodavpaja király, azután, hogy előtte a Konbaung-dinasztia királyai már több szanghával kapcsolatos reformot hajtottak végre. A „thudhamma” elnevezés a thudhamma tanácsból (Bodavpaja király által alapított egyházi szervezet) ered, amelyet a hagyományos mandalaji „thudhamma zajat” nevű épületekről neveztek el.
A legfelsőbb pátriárka címe (သာသနာပိုင် vagy thathanabaing), hasonlít a thaiföldi és a kambodzsai szangha rádzsa címre, amelyet a 13. századra vezetnek vissza, egészen a Pagan Királyság Sin Arahan nevű szerzeteséig. A thathanabaing felelt az egyházi hierarchiáért és a kolostori oktatásrendszerért. 1784-ben Bodavpaja király hívta össze a thudhamma tanácsot, amelyet a thathanapaing és négy rangidős (ထေရ်, vagy théra) vezetett. Ennek a tanácskozásnak a fő témája a szerzetesi ruha (kaszája) megfelelő viselete volt (egy vagy két váll lógjon-e ki). A Konbaung-dinasztia vége felé a királyság vallási ügyeit igazgató tanácsba már nyolc rangidőst is meghívtak.
Bodavpaja megalomániás politikájának következtében több összetűzés tört ki a britekkel az indiai határ közelében. Bodavpaja utódai is hasonló politikát követtek, majd 1824-ben a britek megszállták az országot, amely két évvel később megadásra kényszerült és az ország keleti része angol kézre került, majd 1852-ben az ország nyugati része is elveszett. Csak az ország belső részét tudták megtartani, amelynek irányítása Mindon király kezébe került (uralkodott: 1853-78). Összehívta az ötödik buddhista tanácskozást, amelynek eredményeként kiadták a páli kánon újabb, felülvizsgált változatát. Mindon 1878-ban bekövetkezett halála után az ország összeomlott és a maradék független területek is a britek kezére kerültek. A britek uralma népszerűtlen volt, és a burmaiak számára a szangha (buddhista egyházközösség) vált az egyetlen nemzeti szimbólummá. Ennek megfelelően a szangha tagjai – főleg a thudhamma-nikájához tartozók – a brit uralom elleni küzdelem részeként aktívvá váltak politikailag.
Az 1947-es függetlenség után Burma első miniszterelnöke U Nu volt, aki 1962-ig kormányozta az országot. 1954 és 1956 között U Nu szervezte meg a hatodik buddhista tanácskozást. Gazdasági nehézségekkel és egyházi belviszályokkal terhelt időszak következett, amelynek következtében U Nu hitelét vesztette, és puccs és lázadások következtek. 1990-ben a nemzeti választásokat Aun Szan Szu Kji nemzeti ligája nyerte meg. Az országot irányító katonai hatalom azonban nem fogadta el a választások eredményét. A kormány egyedüli hatékony ellenzéki ereje a burmai szangha maradt.